# Rhynchina tinctalis
Rhynchina tinctalis är en fjärilsart som beskrevs av Philipp Christoph Zeller 1852. Rhynchina tinctalis ingår i släktet Rhynchina och familjen nattflyn. Inga underarter finns listade.